# Werner Hartmann (Physiker)

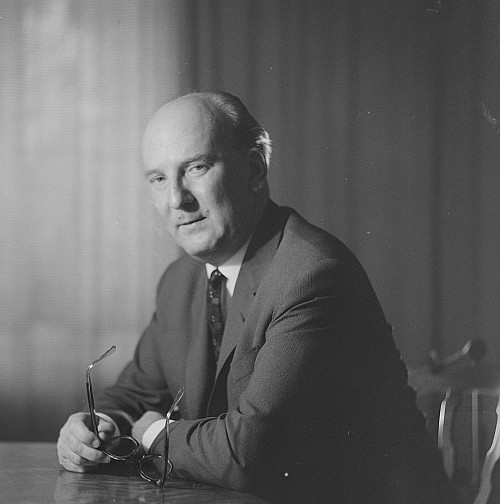
Werner Hartmann, 1964

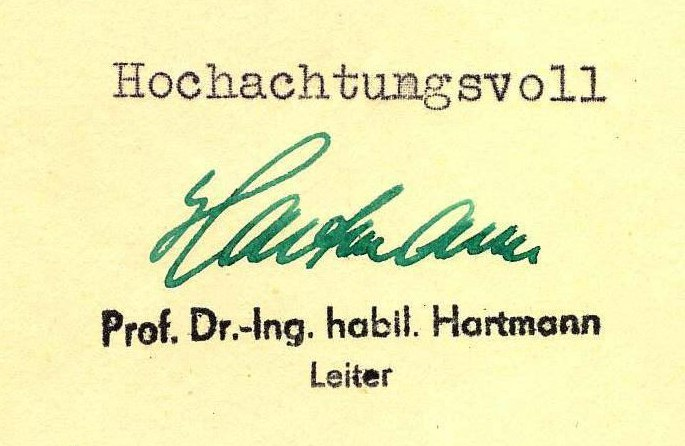
Hartmanns Signatur

Werner August Friedrich Hartmann (* 30. Januar 1912 in Friedenau bei Berlin; † 8. März 1988 in Dresden) war ein deutscher Physiker und Elektrotechniker. Er gilt als Begründer der Mikroelektronik in der DDR.
Bereits im Studium an der TH Berlin-Charlottenburg beschäftigte sich Werner Hartmann bei Nobelpreisträger Gustav Hertz mit der noch jungen Halbleiterphysik. Von 1935 bis 1945 war er in der Industrieforschung (Siemens und Halske, Fernseh GmbH) mit Halbleitern und elektronischen Spezialausrüstungen befasst. Wie auch andere deutsche Wissenschaftler wurde er 1945 zur Mitarbeit am sowjetischen Atomprogramm in die UdSSR verpflichtet und hat dort bis 1955 unter Leitung von Gustav Hertz Arbeiten zur Kernstrahlungsmesstechnik ausgeführt.
Zurückgekehrt nach Deutschland – in die DDR – gründete und leitete Hartmann in Dresden einen wissenschaftsbasierten Industriebetrieb und erwarb parallel akademische Würden (Habilitation, Professur). Die frühe Gründung der Arbeitsstelle für Molekularelektronik (AME) in Dresden 1961, die er bis 1974 mit großem Erfolg leitete, weist ihn als Mikroelektronik-Pionier von europäischem Rang aus. Diese Arbeitsstelle war die Keimzelle für das heutige Mikroelektronik-Cluster Silicon Saxony.
Dank seiner Leistungsorientierung genoss Hartmann vielfache Anerkennung, z. B. zweifache Auszeichnung mit dem Nationalpreis der DDR, aber als parteiloser Wissenschafts- und Wirtschaftsfunktionär war er eine seltene Ausnahme in der DDR-Nomenklatur. Eine Stasi-Intrige lieferte den Vorwand, ihn 1974 wegen „staatsfeindlicher Einstellung“ fristlos zu entlassen. Erst nach seinem Tod verhalfen ihm die Lockerungen infolge der Friedlichen Revolution zu mehr Anerkennung.

## Leben

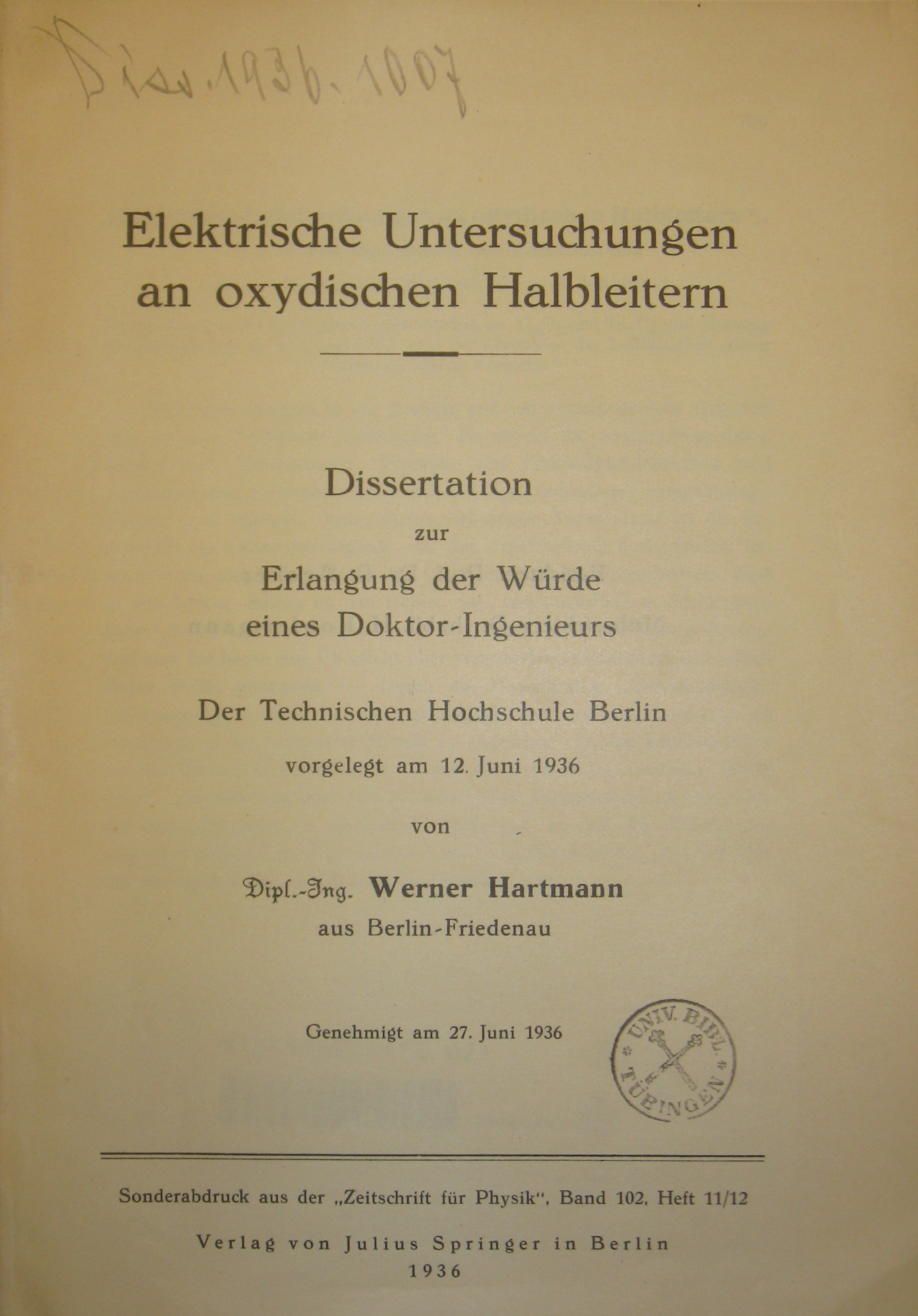
Titelseite der Dissertationsschrift

### 1912–1936: Ausbildung und Graduierung
Hartmann wurde als Sohn eines Malermeisters in Friedenau geboren. Nach einem ausgezeichneten Abitur am Steglitzer Reformgymnasium studierte er ab 1930 Technische Physik an der TH Berlin-Charlottenburg, zeitweise als Werkstudent und gleichzeitig Praktikant bei Askania, Osram und der Telefonfabrik Berlin. Neben seinem Studium verdingte er sich als Bauarbeiter, Dolmetscher und Pianist in einer Tanzkapelle. Unter Gustav Hertz und Walter Schottky beteiligte er sich an Forschungen zur Halbleiterphysik, mit denen er 1935 sein Studium als Diplom-Ingenieur abschloss und 1936 bei Walter Schottky über elektrische Eigenschaften oxidischer Halbleiter promovierte (Abschluss mit „sehr gut“). Er wurde mit der Medaille „Die Technische Hochschule zu Berlin für erfolgreiche Arbeit“ geehrt. Zu seinen Lehrern zählten Richard Becker, Friedrich Georg Houtermans, Rudolf Rothe, Max Volmer und Wilhelm Westphal. Seine Promotion erfolgte unter Vorsitz von Max Volmer, Berichter Richard Becker und Mitberichter Hans Kopfermann. Er hörte u. a. bei Max Planck. Durch seine frühzeitigen Forschungen an Halbleitern beachtete er zeitlebens die Reinheit und Sauberkeit bei entsprechenden technologischen Prozessen. Im Jahr 1969 schrieb er darüber:

„Die Halbleiterei ist viel zu empfindlich gegen Störungen jeglicher Art als dass sie sich so leicht beherrschen ließe wie heute zum Beispiel die Produktion von Schrauben und Muttern. Im Gegenteil, sie rächt sich wegen jeder, auch der kleinsten Unterlassungssünde. Allerdings ist dies keine Erkenntnis erst der letzten Jahre. Die weiß man seit Beginn der industriellen wissenschaftlichen Arbeit mit den Halbleitern. Ich selbst habe es oft und schmerzlich für einen jungen Physiker erlebt: bei meiner Diplomarbeit am Kupferoxidul und im Laufe meiner Dissertation an einer Reihe anderer oxidischer Halbleiter.“

### 1935–1945: das Forschungsjahrzehnt
Hartmann folgte Gustav Hertz 1935 zu Siemens und Halske. Dort begann die Beschäftigung mit Fotokathoden und Bildwandlern, die Hartmann von 1937 bis 1945 als Labor- und Abteilungsleiter bei der Fernseh AG (ab 1939 Fernseh GmbH) fortsetzte. Bereits zur Berliner Funkausstellung 1938 konnte Hartmann ein Fernsehbild mit 1000 Zeilen vorstellen. Während des Zweiten Weltkrieges blieb er vom Kriegsdienst freigestellt, weil die Arbeiten zur Bildübertragung der Rüstungsforschung zugerechnet wurden.
Hartmann konstatiert in seiner Autobiographie: „Im März 1945, als mir klar wurde, dass die Alliierten den Krieg bald beenden würden, entschloss ich mich Russisch zu lernen.“ Als erste Grundlage diente ihm das 72-seitige Langenscheidt-Büchlein „Lerne Russisch!“. Zu dieser Zeit beherrschte er die englische und französische Sprache. Begünstigt wurde dieses Unterfangen dadurch, dass seine Arbeitsstelle am 20. April 1945 kriegsbedingt geschlossen wurde. Er schreibt weiter: „Auf diesen spärlichen Russischkenntnissen aufbauend, habe ich in den anschließenden Monaten schnell diese schöne und an sich einfache Sprache gelernt.“
Die meisten seiner Patente stammen aus dieser Periode und behandeln Photozellen und -Kathoden sowie Bildröhren.

### 1945–1955: das UdSSR-Jahrzehnt
Das geheime Schlussprotokoll von Jalta (Februar 1945) legte als eine von drei Reparationsformen nach Beendigung des Zweiten Weltkrieges die Verwendung deutscher Arbeitskräfte fest. Die Proklamation Nr. 2, Sektion VI, § 19a des Alliierten Kontrollrates erklärte den Einsatz deutscher Arbeitskräfte zur Reparationsarbeit auch außerhalb Deutschlands für zulässig. Im Protokoll der Potsdamer Konferenz (August 1945) wurden „Arbeitsreparationen“ nicht erwähnt. Bei diesen Arbeitskräften, auch „Spezialisten“ genannt, handelt es sich um Wissenschaftler und Ingenieure aus der Forschung und Entwicklung, insbesondere der Atomphysik, der Raketen- und der Flugzeugtechnik. Zwangsevakuierungen dieser Spezialisten waren letztendlich Willkürakte der Siegermächte.
In der Zielfahndung des sowjetischen Geheimdienstes NKWD stand für die Mitwirkung am sowjetischen Alsos-Project zur Atombomben-Entwicklung Nobelpreisträger Gustav Hertz in Berlin. Er wurde angehalten, geeignete wissenschaftliche Mitarbeiter für diesen Aufgabenkomplex zu gewinnen, darunter auch Hartmann. Er folgte dieser Aufforderung, sah er doch darin die Chance, den Nachkriegswirren zu entfliehen. „Er ließ alles zurück. Seine einzige Garantie war Gustav Hertz.“ Hertz flog in einem sowjetischen Militärflugzeug mit dieser Gruppe von Mitarbeitern am 13. Juni 1945 nach Moskau-Tuschino. Nach Wochen der Ungewissheit fuhren sie in einem Schlafwagenzug vom 18. bis 27. August weiter nach Suchumi am Schwarzen Meer. Zu diesem Transfer gehörten auch Laborausrüstungen und Rohstoffe. Diese Gruppe wurde untergebracht in dem ehemaligen küstennahen Sanatoriumsort Agudsera, 10 Kilometer südöstlich von Suchumi, nunmehr Institut G genannt (nach transkribiertem Gertz).
Dieses Institut unter Leitung von Gustav Hertz erhielt die Aufgabe, die hertzsche Diffusionskaskade für die Trennung von 235U und 238U ins Riesenhafte zu vergrößern (siehe Uran-Anreicherung). Mit gleichem Zweck erfolgten massenspektrometrische Untersuchungen, geleitet von Werner Schütze als zweitem Direktor des Institutes. Tangiert wurden diese Arbeiten von weiteren Aufgaben im Zusammenhang mit der Urananreicherung. Es begann für Hertz und seine Mitarbeiter ein in physikalisch-technischer Hinsicht äußerst interessanter Lebensabschnitt, an welchen alle Beteiligten stets in lebhafter Erinnerung zurückdenken werden. Den Wissenschaftlern und ihren Familien wurden hohe Vergünstigungen zuteil, demgegenüber standen aber erhebliche Einschränkungen und Androhungen. Das Institut war im April 1946 arbeitsfähig. In den Folgejahren wurde ein modernes und leistungsfähiges Institut aufgebaut, das Sochumi-Institut der Physik und Technologie (SIPT).
Das Institut gliederte sich in folgende Bereiche bzw. Abteilungen (siehe auch):
- Anreicherung des Isotops Uran-235 durch thermische Gasdiffusion unter Leitung von Gustav Hertz zusammen mit Karl-Franz Zühlke. Dazu erforderlich waren weitere Aufgaben:
  - Entwicklung eines keramischen Diffusionsdiaphragmas unter Leitung von Reinhold Reichmann und Helmut Bumm
  - Entwicklung einer Theorie zur Stabilisierung und Steuerung der Diffusionskaskade unter Leitung von Heinz Barwich
  - Entwicklung der Kondensationspumpen für die Diffusionskaskade unter Leitung von Justus Mühlenpfordt.
- Entwicklung eines Massenspektrometers nach Alfred Nier sowohl zur Isotopentrennung des Urangemisches als auch zur Messung geringer Isotopendifferenzen unter Leitung von Werner Schütze zugleich Stellvertreter von Hertz[Anmerkung 6]
- Gewinnung schweren Wassers als Moderator für eine Uranmaschine unter Leitung von Max Volmer als zweiten Stellvertreter von Hertz zusammen mit Gustav Richter.[18]

Hinzu kamen erforderliche Dienstleistungen:
- Entwicklung der Kernstrahlungsmesstechnik unter Leitung von Werner Hartmann[19]
- Konstruktion unter Leitung von Hoffmann
- Werkstatt unter Leitung von Gerhard Hoenow.

Weitere Mitarbeiter waren sein Freund Fritz Bernhard, Esche und Staudenmeyer. In Hartmanns Abteilung arbeiteten neben sowjetischen Hochschulkadern und Laboranten auch ehemalige deutsche Kriegsgefangene, wie z. B. Hardwin Jungclaussen. Die behandelten Themen spiegeln sich in seiner Habilitationsschrift 1956 wider. Auf Grund der Thematik hat eine Kooperation mit dem Institut A von Manfred von Ardenne in Suchumi-Sinop bestanden, das ebenfalls mit der Isotopentrennung beauftragt war.
Im Jahr 1946 holte Hartmann seine Familie nach Agudsera.
Hartmann gehörte zu den Wissenschaftlern, die in die UdSSR mit der irrigen Annahme gingen, es handle sich um einen zweijährigen Aufenthalt. Es ergaben sich jedoch Spannungen, als sich die Deutschen unter Hartmanns Wortführerschaft weigerten, Arbeitsverträge ohne Rückkehrdatum zu unterschreiben. Offensichtlich entspannte sich die Lage auch wieder, was sich u. a. durch Hartmanns Einbindung in das akademische Leben der UdSSR ausdrückte. Er betreute Graduierungsarbeiten an Moskauer und Leningrader Universitäten und war (Mit-)Autor wissenschaftlicher Publikationen in sowjetischen Fachzeitschriften. Auf Grund seiner autodidaktisch erworbenen Russischkenntnisse bemühte Hartmann sich um Weiterbildung in dieser Sprache und avancierte in der deutschen Siedlung zu ihrem Sprecher als ihr „Bürgermeister“ oder als ihr „schöner Doktor“.
Mit der Entwicklung der Wasserstoffbombe in der UdSSR – der erste Test fand am 12. August 1953 statt – schwand das Interesse an den deutschen „Spezialisten“, so dass diese nach zwei- bis dreijähriger Quarantäne 1954/55 die UdSSR verlassen konnten. Trotz einiger erheblicher Diskrepanzen mit den sowjetischen Vorgesetzten bis hin zum damaligen Geheimdienstchef, dem späteren Vorgesetzten des Obersten Sowjets Beria, bleibt Hartmann dieser Aufenthalt in positiver Erinnerung.
Die Institute A und G wurden danach vereinigt und firmieren fortan unter „Sochumi Physikalisch-technisches Institut“ (SFTI).
Anlässlich einer Urlaubsreise nach Suchumi besuchte Hartmann später Agudsera. 

### 1955–1965: seine Vision und das Aufbau-Jahrzehnt
Hartmann hatte die Wahl, in die USA, die BRD oder die DDR zu wechseln. Als Industriephysiker bekam er von der DDR das bessere Angebot, das jedoch für ihn – unvorhersehbar – in eine Sackgasse führte. Am 2. April 1955 kehrte er per Eisenbahn mit seiner Familie zurück, jedoch nicht in seine Heimatstadt Berlin, sondern unvorhergesehen nach Leipzig. Die Boten aus der UdSSR wurden in der DDR als „wissenschaftlicher Adel“ angesehen und genossen manche Privilegien.
Auf Initiative Hartmanns mit Unterstützung durch Manfred von Ardenne wurde der VEB Vakutronik Dresden gegründet, wo er die Funktionen des Direktors und zugleich Technischen Direktors bekleidete. Hier konzipierte und entwickelte er den wissenschaftlichen Industriebetrieb (WIB) zur Überwindung wirtschaftlicher und bürokratischer Hemmnisse, ein Umstand, der ihm bei der späteren Gründung und dem Aufbau der Arbeitsstelle für Molekularelektronik sicherlich von großem Nutzen war. Der Begriff des WIB war in der DDR unerwünscht. Hauptforschungs- und Produktionsgebiete von Vakutronik waren in Fortsetzung seiner UdSSR-Tätigkeit die Kernphysik und die Kerntechnik. So wurden in dem Unternehmen u. a. Messgeräte für Röntgen- und radioaktive Strahlungen sowie Ionisationskammern hergestellt.
Mit seiner Ankunft in der DDR begann sogleich die Observierung durch das Ministerium für Staatssicherheit mittels des Beobachtungsvorganges Reg.-Nr. 208/55 und daran anschließend mittels des Operativen Vorganges „Tablette“ (1955–1958). Wie man genannter Literatur entnimmt, wird er als „Gegner der SU“ bezeichnet entgegen seinem positiven Wirken in der Sowjetunion. Der Name „Tablette“ leitet sich davon ab, dass Hartmann von seinem Vater aus dem damaligen West-Berlin Medizin in Form von Tabletten erhielt, die vom sowjetischen Geheimdienst für Substanzen zur Herstellung von Geheimtinte gehalten wurden. Beim Vergleich mit der diesbezüglichen Position im Lebenslauf Manfred von Ardennes ist anzunehmen, dass dies vom NKWD in Moskau initiiert wurde. Die Observierung wurde fortgesetzt mit dem operativen Vorgang „Kristall“ (1959–1962) sowie später erneut mit dem OV „Molekül“ (ab 1965). Erst die Stasi-Unterlagen von Hartmann offenbarten diese Aktivitäten nach dem Zusammenbruch der DDR 1989.

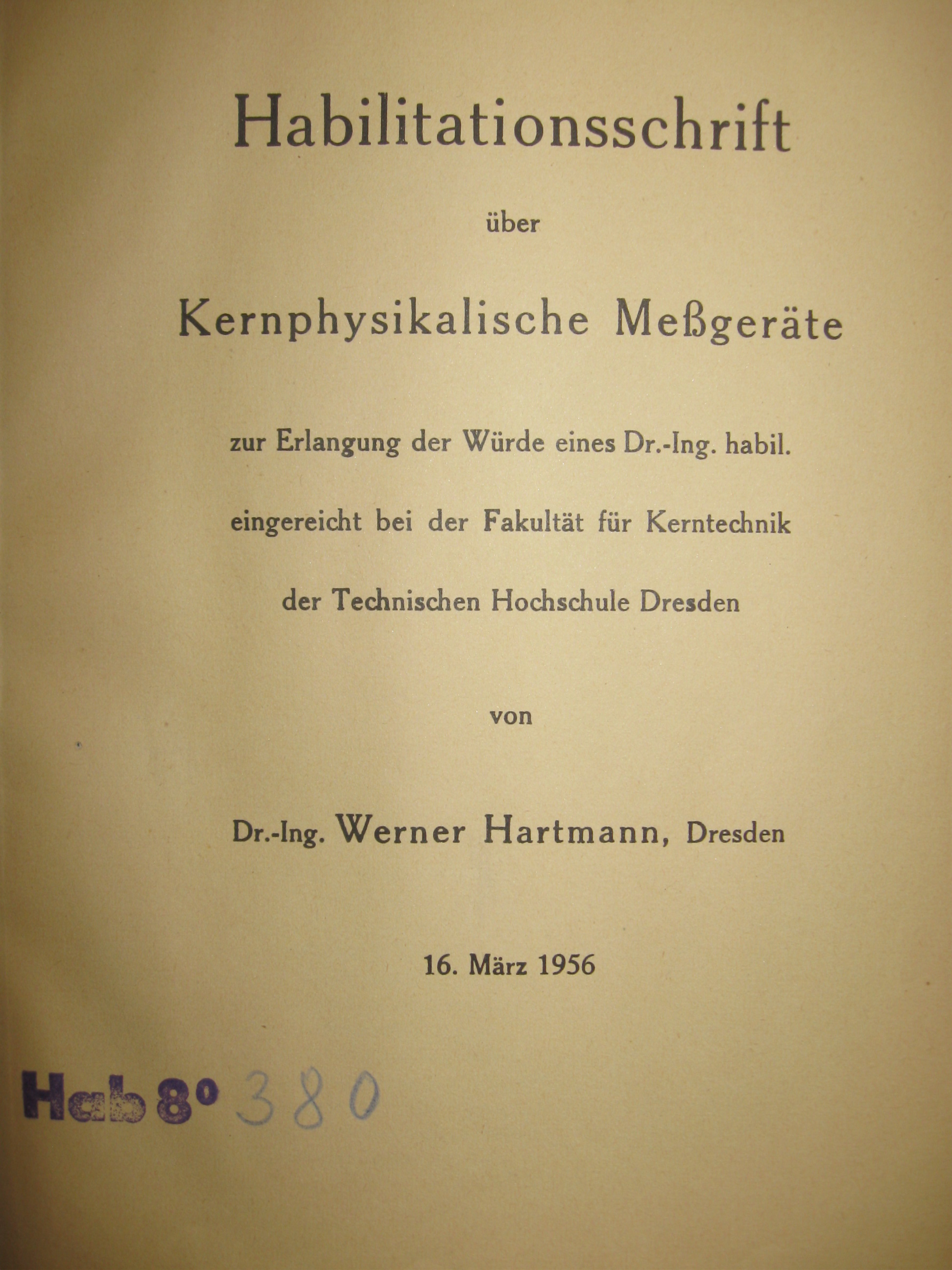
Titelseite der Habilitationsschrift

Hartmanns Forschungs- und Entwicklungsarbeiten über kernphysikalische Messgeräte seines zehnjährigen UdSSR-Aufenthaltes fanden ihren Niederschlag 1956, ein Jahr nach seiner Rückkehr, in seiner Habilitationsschrift, die er an der TH Dresden einreichte. Darin behandelt er folgende Themen: Szintillationszähler, Zählrohre (Ionisationskammern, Proportional-Zählrohre, Geiger-Müller-Auslösezähler), Massenspektrometer und Dynoden (Ionenstrommessgeräte). Die Schrift erläutert auch die ergänzende (Anzeige-)Elektronik.

Hier findet sich der schriftliche Nachweis seiner Erfindung des später so genannten Sekundärelektronen- oder Everhart-Thornley-Detektors, eine Kombination aus Szintillator und Photomultiplier zur Teilchen-zu-Teilchen-Verstärkung mittels Photonen. Eine unmittelbare Veröffentlichung oder Patentanmeldung war den „Spezialisten“ in ihrem „Goldenen Käfig“ in der UdSSR strengstens untersagt. Später erfuhr er aus der Literatur, dass Everhart und Thornley diesen Detektor 1960 erneut erfunden und veröffentlicht hatten. Jetzt erst erkannte er den Wert seiner damaligen Erfindung. 

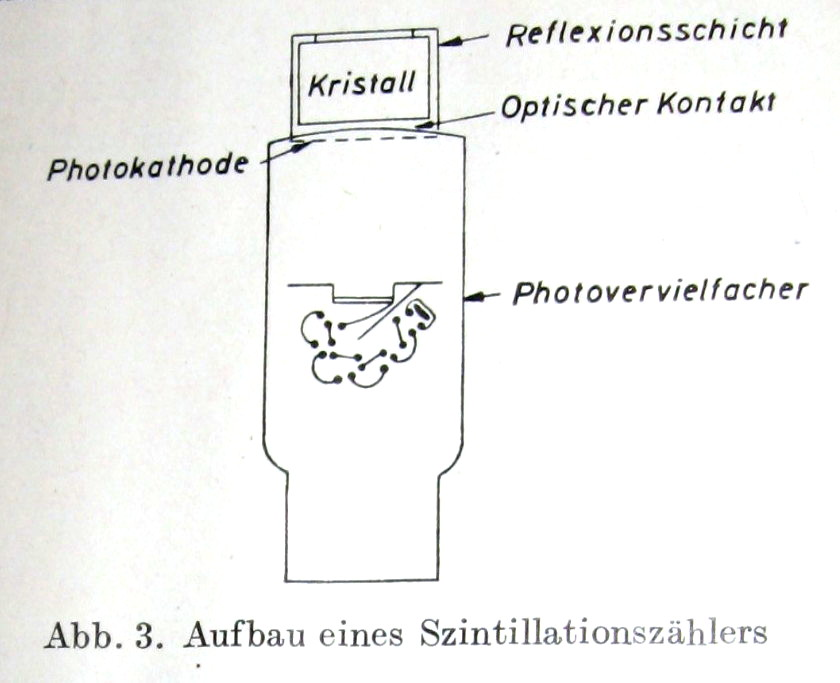
Sekundärelektronen-Detektor gemäß Hartmanns Habilitationsschrift auf S. 141.

In der Folge des Appells der Göttinger Achtzehn gegen die Atomaufrüstung vom 12. April 1957 meldeten sich sieben Dresdner Kernforscher – Manfred von Ardenne, Heinz Barwich, Wilhelm Macke, Josef Schintlmeister, Ernst Rexer, Hans Georg Westmeyer und Werner Hartmann – in gleicher Angelegenheit zu Wort (sogenannte „Dresdner Erklärung“).
Hartmann erhielt 1959 den ersten Nationalpreis der DDR II. Klasse, für „hervorragende wissenschaftliche und technische Leistungen bei der Entwicklung, Konstruktion und Herstellung von Strahlungsmessgeräten, durch die es unserer volkseigenen Industrie möglich wurde, den internationalen Stand zu erreichen und damit Importe einzusparen und den Export zu fördern.“ Im gleichen Jahr erhielt er durch die Verbindung mit seinem Freund seit Studienzeiten sowie ehemaligen Kollegen Erwin Wilhelm Müller, dem Erfinder des Feldionenmikroskopes, Kenntnis von USA-Patenten zur Integration elektronischer Bauelemente mit Halbleitern. Er sah darin das große Potential der Mikroelektronik für Maschinenbau und Elektronik zu einem Zeitpunkt, als es den Begriff „Mikroelektronik“ noch nicht gab. Seine „Vision der Molekularelektronik“ war geboren. Zusammen mit seiner steten Überzeugungskraft legte er damit den Grundstein für den Aufbau der Mikroelektronik im Osten Deutschlands.
1960 sah Hartmann sich als Direktor des VEB Vakutronik gezwungen, Regierungskreise auf die „Erschließung der Festkörperphysik für viele technische Zwecke“ aufmerksam zu machen.

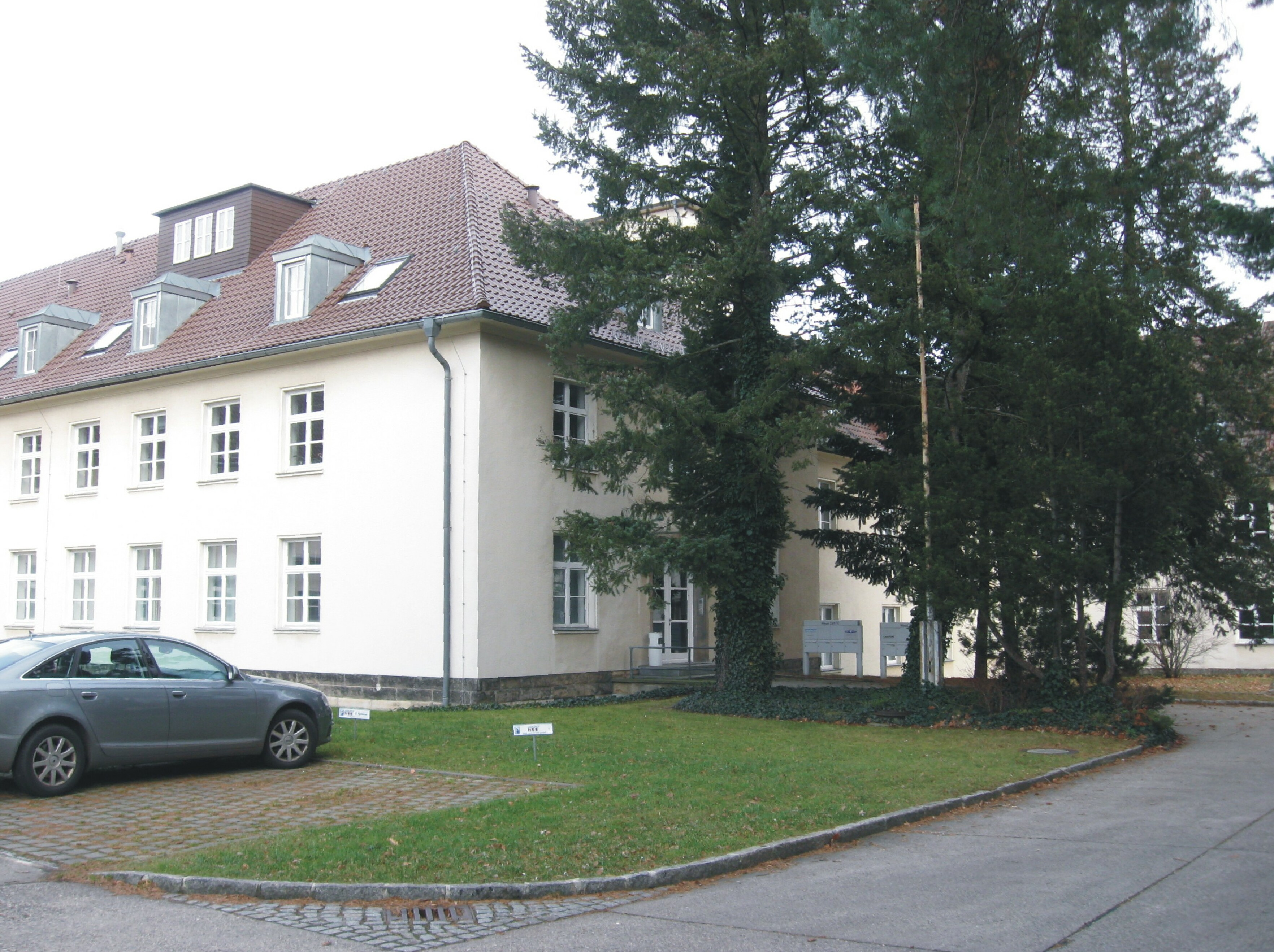
Eingangskomplex der ehemaligen Arbeitsstelle für Molekularelektronik Dresden, (Zustand 2011)

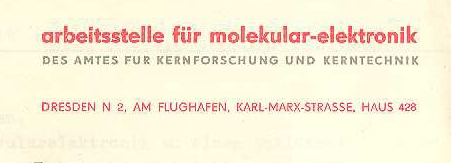
Briefkopf von AME 1961 im Haus 428, später im Haus 137, nach 1970 umbenannt in Haus 337

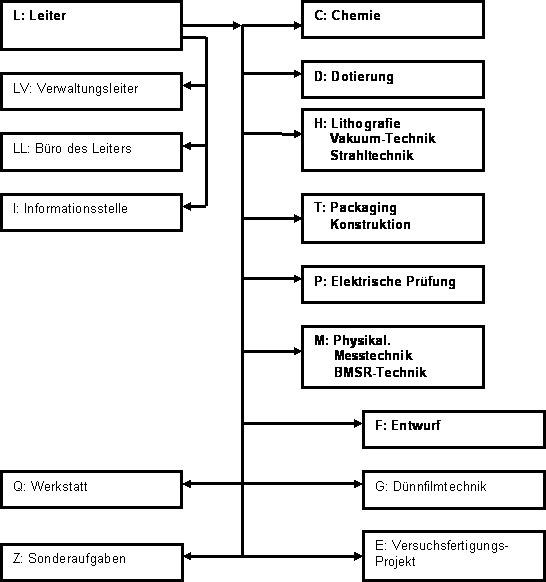
Struktur von AME der 1960er Jahre (siehe auch)

Hartmann wurde 1961 von staatlicher Seite – konkret von Erich Apel und Robert Rompe – beauftragt, eine Leiteinrichtung für Forschung und Entwicklung elektronischer Bauelemente aufzubauen und zu leiten. In kürzester Zeit konzipierte er gemäß seiner Prämisse des „Primates der Technologie“ hierfür eine Institutsstruktur, die erfolgreich viele Jahre Bestand hatte. Am 1. August 1961 wurde diese Institution mit dem visionären Namen „Arbeitsstelle für Molekularelektronik“ (AME) in Dresden gegründet. Die Basis war eine Baracke in Dresden-Klotzsche und dazu 7 Mitarbeiter, u. a. Kurt Drescher. Aus dieser Keimzelle entwickelte sich die Mikroelektronik in Dresden und der DDR sowie nach der Wende das Mikroelektronik-Cluster Silicon Saxony, mitbegründet durch letztgenannten Mitarbeiter. Es handelte sich zu dem Zeitpunkt um das erste Forschungsinstitut für Mikroelektronik der DDR. Hartmann teilte dem Rektor der Technischen Universität Dresden Kurt Schwabe mit:

„Die Elektronik ist ein außerordentlich bedeutender Schwerpunkt unserer Wirtschaft. In absehbarer Zeit wird ein Maschinenbau ohne Elektronik unbrauchbar und nicht exportfähig sein. Die Betriebssicherheit der klassischen Bauelemente einschließlich der individuellen Halbleiterbauelemente und der aus ihnen durch metallische Verbindung entstehenden elektronischen Systeme sind für einen weiten Einsatz in der Betriebs-, Mess-, Steuer- und Regelungstechnik nicht ausreichend. Die Molekularelektronik verspricht dagegen einen brauchbaren Ausweg aus dieser Lage. Auf ihre weiteren Vorzüge will ich nicht weiter eingehen. – Damit wird die Molekularelektronik zu einem Schlüssel der gesamten weiteren technischen Entwicklung der DDR.“

Seine Führungsmannschaft stellt er aus jüngeren Hochschulkadern zusammen – mit einer Ausnahme: Werkstattmeister Gerhard Hoenow. Dieser hatte ein Gefühl für wissenschaftlichen Gerätebau, war schon bei Max Planck zu Diensten und arbeitete später bei Gustav Hertz und Manfred von Ardenne in der UdSSR.
Nur zwei Wochen nach der Gründung von AME wurde die Berliner Mauer errichtet; Importmöglichkeiten von Geräten und Werkstoffen zur Entwicklung und Herstellung von Festkörperschaltkreisen sowie der Geräte zur Entwicklung und Herstellung der benötigten Werkstoffe wurden beeinträchtigt. Damit mussten die Geräte und Werkstoffe mit nicht vorhersehbarem Aufwand selbst entwickelt und produziert werden. In den kommenden Jahren wurde ein Baum von Wertschöpfungsketten aufgebaut, wozu Betriebe wie der VEB Elektromat und das Kombinat Carl Zeiss Jena gehörten. In den Anfangsjahren konnte mit dem internationalen Entwicklungstempo Schritt gehalten werden. Die sozialistische Mangelwirtschaft stand dem aber entgegen.
Hartmann führte eine umfangreiche Korrespondenz mit Wissenschaftlern seinesgleichen u. a. auch mit Fachkräften in der Bundesrepublik, die jedoch nach dem Mauerbau gravierend eingeschränkt wurde. Ein Umstand, der ihn sehr bedrückte.
Seine Analysen und Schlussfolgerungen bei fachlichen Problemen führte er auch in politisch-wirtschaftlichen Angelegenheiten. Dies war jedoch seinen Mitarbeitern nur wenig oder gar nicht bekannt. Die IM-Gesprächsmitschriften u. a. im Dresdner Klub der Intelligenz sowie die Korrespondenz mit der Staatlichen Plankommission der DDR und obersten Regierungsstellen der DDR geben berede Auskunft darüber.
AME war in den innen umgebauten Gebäuden der 1936 erbauten Luftkriegsschule Klotzsche untergebracht. Sie war zunächst dem Amt für Kernforschung und Kerntechnik unterstellt und unterstand von 1963 an dem Volkswirtschaftsrat. Mit der Selbsttötung des Vorsitzenden der Staatlichen Plankommission der DDR Erich Apel am 3. Dezember 1965 endete diese Unterstellung. Fortan gehörte AME zur VVB Bauelemente und Vakuumtechnik.
Im Jahr 1958 erhielt Hartmann eine nebenamtliche Professur für Kernphysikalische Elektronik mit vollem Lehrauftrag an der Fakultät für Kerntechnik der TH Dresden. Mit der Auflösung der Fakultät für Kerntechnik 1962 bis zu seiner entwürdigenden Absetzung bei AME 1974 war er als nebenamtlicher Honorarprofessor für Festkörperelektronik tätig.
Bis 1965/66 war Hartmann gleichzeitig Hauptentwicklungsleiter (≈ Technischer Direktor) im VEB Vakutronik.
In diesen Jahren erhielt er vielfältige Angebote von namhaften Institutionen, u. a. ein Angebot zur Leitung des Forschungszentrum Jülich.
Seinen ehemaligen und mehrfachen Chef Gustav Hertz ehrte er mit zwei Arbeiten. Weitere Arbeiten dieses Zeitabschnittes widmete Hartmann der Kernstrahlungsmesstechnik in Deutsch und in Russisch.

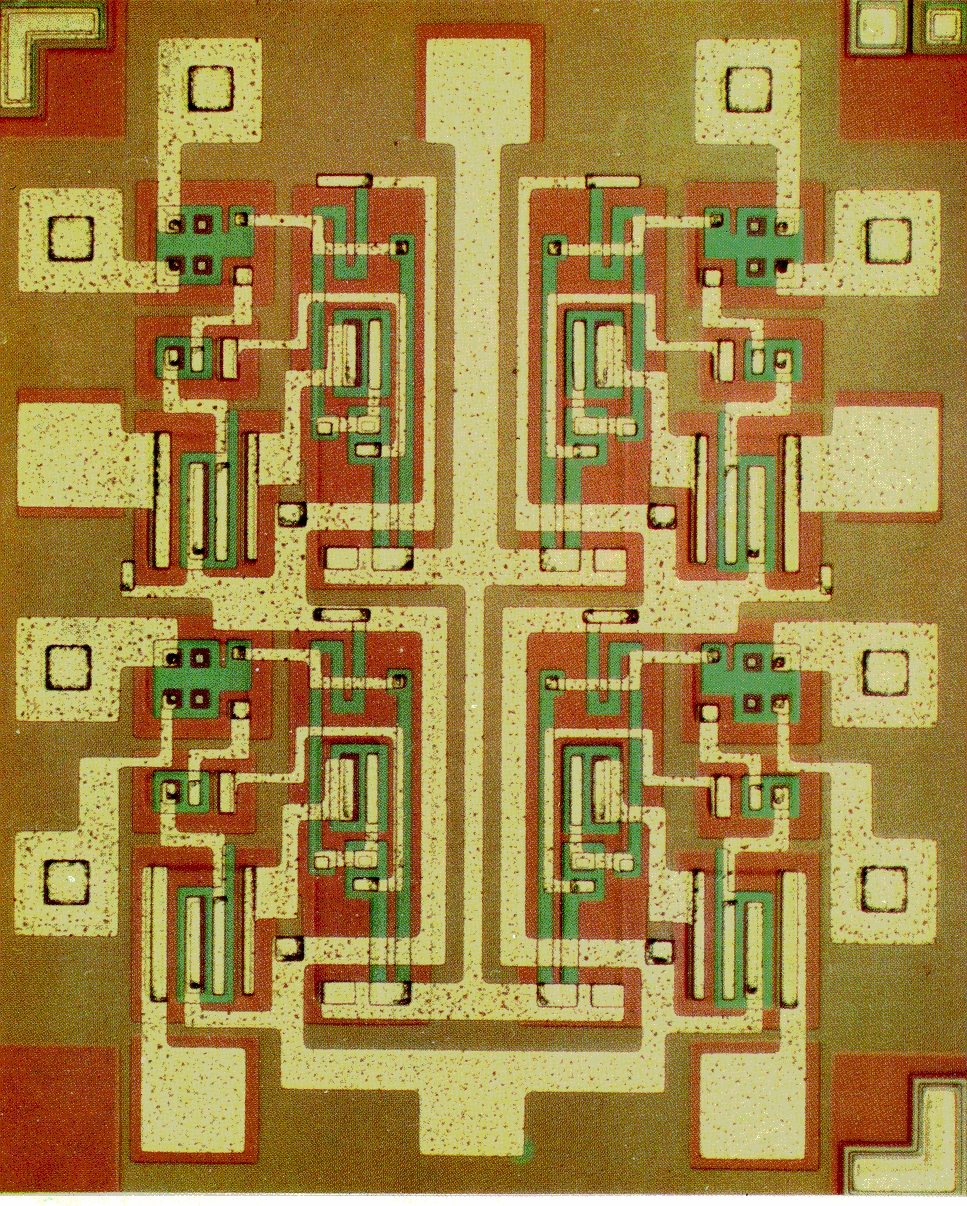
Vierfach-Nand-Gatter C10 mit je zwei Eingängen entsprechend der TTL-Serie SN 74 von 1968

### 1965–1974: das Mikroelektronik-Jahrzehnt
Am 26. April 1967 konnten in Hartmanns Institut der ersten in der Laborfertigung hergestellten Transistoren mit einwandfreien Werten getestet werden, im Oktober desselben Jahres folgten die ersten selbst entworfenen Festkörperschaltkreise (FKS) AME T 10 nach. Im April 1968 gelang die erfolgreiche Präparation des ersten FKS C 10 der bipolaren Transistor-Transistor-Logik (NAND-Gatter mit vier Eingängen, sieben Transistoren; kleinste Strukturen 20 µm).
Am 29. April 1968 erfolgte die Grundsteinlegung für das Gebäude „Versuchsfertigung“. Im Jahre 1970 erhielt Hartmann seinen zweiten Nationalpreis II. Klasse an der Spitze eines überbetrieblichen Kollektives, für „beispielgebende wissenschaftlich-technische Leistungen bei der Entwicklung von Technologien und Spezialausrüstungen für die elektronische Industrie.“
Im Jahre 1971 feierte das Institut sein zehnjähriges Bestehen, unter anderem mit einem dreitägigen Festkolloquium vom 11. bis 13. Oktober. Hartmann sagte nach zehn Jahren Aufbauarbeit zu seinen Mitarbeitern und zu Minister Otfried Steger:

„Für mich war es eine große Ehre und Freude […], den Auftrag zum Aufbau unseres Industrieinstitutes erhalten zu haben sowie mit einem Kollektiv einsatzbereiter, ideenreicher, politisch aufgeschlossener und vorwiegend junger Menschen zusammenarbeiten zu dürfen und mitzuerleben, wie aus einer Ansammlung von zum allergrößten Teil einander fremden Mitarbeiterinnen und Mitarbeitern eine Gemeinschaft wuchs, die im Bewusstsein ihrer Verantwortung bewundernswerte anerkannte Leistungen hervorbrachte. Dieses beglückende Erlebnis ist vielleicht das Schönste, was man sich in einem langen wechselvollen Berufsleben wünschen kann.“

In seinem Nachlass schrieb Hartmann später zusammenfassend:

„Somit kann man feststellen, dass im Zeitraum 1966–1971, also in nur knapp fünf Jahren, die Fertigung mikroelektronischer FKS von Null an aufgebaut, entwickelt und begonnen wurde. Dazu gehörten auch die Entwicklung und Konstruktion sowie der Bau aller technologischen Ausrüstungen ebenso wie umfangreiche bauliche Maßnahmen. Wer in der Welt hat wohl gleiche Ergebnisse in völliger fachlicher Isolation und ohne Versorgung durch ausländische auf dem Weltmarkt befindliche Geräte, Hilfsmittel und -stoffe erreicht? Von dem Kampf gegen inländische Gleichgültigkeit, Unverständnis und Hemmnisse soll hier nicht mehr gesprochen werden; aber sie waren vorhanden und bremsten.“

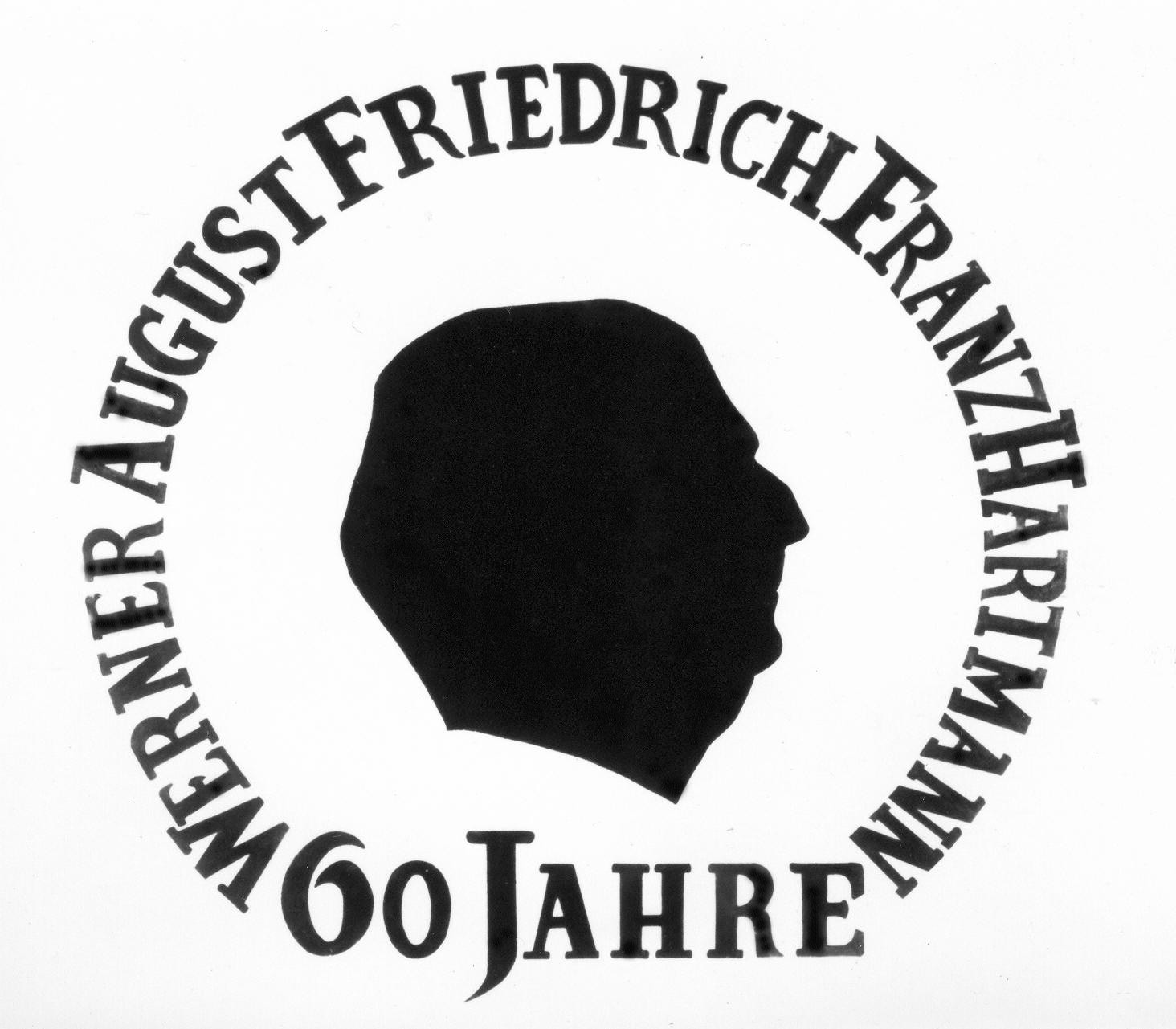
Scherenschnittporträt von Werner Hartmann

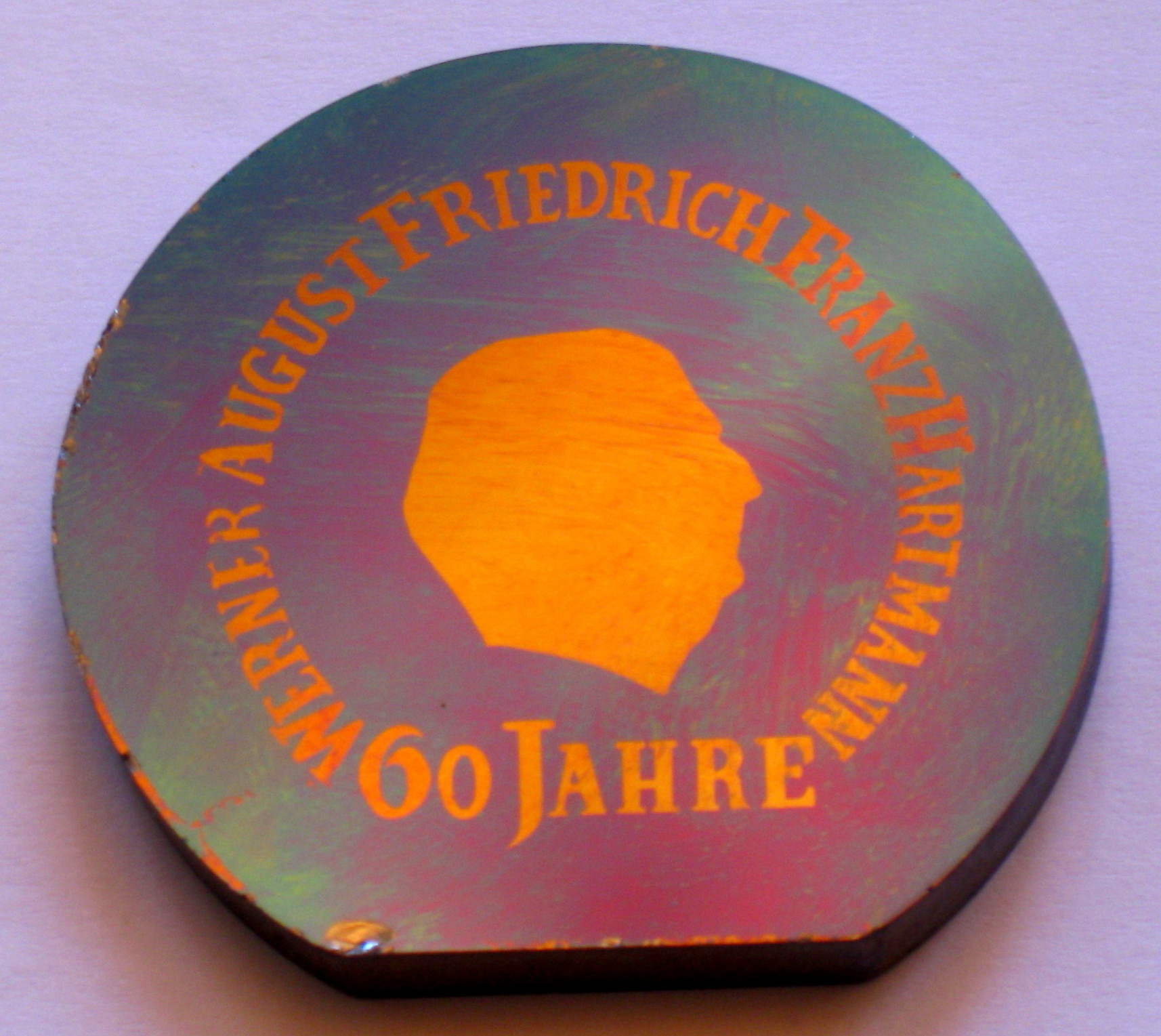
Si-Scheibe mit fotolithografisch präparierter Widmung als Geschenk zum 60. Geburtstag

Anlässlich seines 60. Geburtstages 1972 wurde Hartmann eine Medaille in Form einer fotolithografisch präparierten Scheibe überreicht. Das Avers trägt sein Scherenschnittporträt mit Widmung, das Revers den delphischen Bibelspruch nach Lukas 24,29: „Mane nobiscum quoniam, Domine, advesperascit.“ (in klassischer Übersetzung: „Bleibe bei uns, Herr, denn es wird Abend.“).
Im Jahr 1973 wurde der Nachbau des Taschenrechner-Schaltkreises von Texas Instruments TMS 0101 vorgestellt. Es handelte sich um den Schaltkreis U 820 D mit 6000 Transistoren in MNOS-Technologie (Metal-Nitrid-Oxid-Semiconductor-Technology). Ein Jahr später begann die Überleitung in den VEB Funkwerk Erfurt, das spätere Kombinat Mikroelektronik Erfurt, zur Serienproduktion.
Nach 30-monatiger Anwendung des in AME erarbeiteten technologischen Verfahrens zur Herstellung von bipolaren digitalen FKS im Halbleiterwerk Frankfurt (Oder) (HFO) und in AME selbst konnte Hartmann feststellen, dass „es infolge der soliden Entwicklung, der großen Einsatzbereitschaft und engen Gemeinschaftsarbeit gelang, die Fertigung so auf- und auszubauen, dass die Ansprüche der Anwender nach Qualität und Quantität befriedigt wurden.“ Nach seiner Überzeugung lagen die Ursachen hierfür in der durchdachten Entwicklungskonzeption sowie der Konsequenz und Härte in der Durchsetzung der in der physikalischen Industrie unabdingbaren Voraussetzungen. Gleichzeitig bezeichnete der Generaldirektor der VVB Bauelemente und Vakuum (BuV) Lungershausen die Situation in mehreren anderen Halbleiterwerken als katastrophal. Die Ursache dafür bestand in der Nichtbeachtung von „Hartmanns Maximen“.
1974 wurde Hartmanns Position zunehmend bedroht. Erich Apel und Staats- und Parteichef Walter Ulbricht hatten sich bis dahin mehrfach für den umstrittenen Physiker eingesetzt. Als parteiloser Wissenschaftler in einer Spitzenposition hatte er in der Zeit zunehmender Verschärfung des Ost-West-Konfliktes und vor allem wachsender Brisanz der wirtschaftlichen Situation in der DDR einen schweren Stand. Dies zeigte sich in vorerst noch anscheinend ohne Wirkung bleibenden, aber an Schwere zunehmenden Vorwürfen und Zweifeln auf ministerieller Ebene, deren offenkundige Absicht war, den unbequemen Mahner zu verunsichern.
In den ersten Jahren von AME führte Hartmann die Einstellungsgespräche selbst. Er wählte nach fachlichen und nicht nach parteipolitisch-ideologischen Gesichtspunkten aus. Bei Staatsbesuchen in AME auch von sowjetischer Seite wurden die Gespräche in der Regel mit Dolmetschern geführt; aufgrund seiner Russischkenntnisse kam er ohne Hilfe aus, was zu einem Eklat führte. Ein anderes Mal warf er einen Parteifunktionär mit den Worten „für Sie ist hier kein Stuhl frei“ aus einer Sitzung.
Erneut ab 1969 wurde er für das Ministerium für Staatssicherheit (MfS) verdächtig, wie 47 Aktenordner zu 11.353 Blatt des MfS belegen. Darin wurde er als „Schädling“ bezeichnet, seine Post wurde gelesen, sein Telefon wurde abgehört und von inoffiziellen Mitarbeitern des MfS wurde er beschattet. Auch den Mitarbeitern zeigte sich eine zunehmende Zuspitzung der Situation:
- Durch Vermittlung seines US-amerikanischen Freundes Erwin Wilhelm Müller sowie mit Unterstützung der entsprechenden staatlichen Stellen war für Hartmann 1965 eine Reise in die USA vorbereitet. Am Vorabend der Abreise wurde sie ohne Angabe von Gründen storniert.[61]
- Im Oktober 1970 erhielt Hartmann von der Schwedischen Akademie der Wissenschaften die ehrenvolle Berufung, im Nobel-Komitee für Physik für 1971 mitzuwirken. Gegen seinen Willen wurde er vom SED-Regime gezwungen, Max Steenbeck, den Vorsitzenden des Forschungsrates der DDR, als Ersatz zu benennen.[10][Anmerkung 12]
- 1973 veröffentlichte die Zeitschrift Impuls eine Würdigung von Hartmann.[62] Dieses Heft ist mit Erscheinen von staatlicher Seite konfisziert worden, nur wenige Exemplare blieben auf heimlichen Wegen der Nachwelt erhalten.
- Aufgrund des erfolgreichen Festkolloquiums von 1971 wurde vom 8. bis 10. Oktober 1973 ein zweites wissenschaftliches Kolloquium geplant und komplett organisiert (Vorträge, Teilnehmer, Hotels usw.).[56] Aus „Sicherheitsgründen“ wurde es nur wenige Tage vor seiner Durchführung storniert.

Arbeiten dieses Zeitabschnittes von Hartmann sind u. a. Gustav Hertz 80 Jahre und Meßverfahren unter Anwendung ionisierender Strahlung.

### 1974–1988: die Zeit der Repressionen
Wie nach der Wende 1989 in der DDR aus den Stasi-Unterlagen hervorgeht, stellte ein Gutachter des MfS die Arbeitsweise dieses Institutes – entgegen der Wertschätzung seiner Arbeitsergebnisse in den bisherigen Jahren – grundlegend in Frage: Das Institut würde „gegen die Entwicklung der Mikroelektronik“ arbeiten. Es würde zu einer „maximalen Verzögerung des effektiven Arbeitsbeginns zur Entwicklung von Festkörperschaltkreisen und entscheidender Entwicklungsthemen“ führen, weiterhin würde die „Negierung entscheidender Entwicklungsrichtungen“ sowie die „Aufnahme der Produktion mit unausgereiften Verfahren“ betrieben.
Eine Entwicklung der Technologie auf Basis der Schaltkreise, wie es die übergeordnete staatliche Leitung wünschte, wäre ein Blindflug gewesen. Das wurde jedoch von diesen Stellen nicht eingesehen. Diese wollten schnellstmöglich ökonomisch verwertbare Ergebnisse sehen. Der Minister für Elektrotechnik und Elektronik der DDR Otfried Steger gab Hartmann im Frühjahr 1968 zu verstehen, dass er ihn als „ein objektives Hindernis für die Entwicklung der Mikroelektronik in der DDR“ sehe.
Die Partei- und Staatsführung der DDR war weiterhin der irrigen Meinung, mit nur einem Fremdmuster eines Festkörperschaltkreises aus dem kapitalistischen Ausland könne derselbe nachgebaut werden. Gewiss sind die Kenntnisse über ein funktionsfähiges Muster von großem Nutzen, es fehlen aber die technologischen und schaltungstechnischen Hintergründe. Von den eigenen Fachkräften erkannte Fehler in den Fremdmustern sollten auf staatliche Anweisung sklavisch nachgebaut werden, was zu politischen Konflikten führte. Ähnliche Probleme wurden auch von der Entwicklungsabteilung der Dresdner Kameraindustrie bekannt.
In damals völliger Unkenntnis und Fehleinschätzung dieser Sachlage sowie für viele Mitarbeiter unverhofft und schockierend wurde der Leiter Werner Hartmann am 25. Juni 1974 „wegen Sabotage, Spionage, versuchten ungesetzlichen Grenzübertrittes und Geheimnisverrates“ eines Abteilungsleiters des inzwischen auf 950 Mitarbeiter gewachsenen Dresdner Forschungsunternehmens AME von seiner Funktion entbunden und erhielt Hausverbot. Formell wurde er am 11. Juli 1974 abberufen. Ihm wurde eine untergeordnete Arbeitsaufgabe als wissenschaftlicher Mitarbeiter im VEB Spurenmetalle Freiberg (SMF) in Muldenhütten bei Freiberg/Sachsen angeboten, sein Gehalt auf 16 % reduziert. Offiziell wurde der Name Werner Hartmann tabu. Im gleichen Atemzug wurde auch die nachfolgende Leitungsebene durch widersinnige „Umstrukturierung“ bereinigt, wobei Einsprüche von betroffenen Kollegen durch das SED-geführte Dresdner Arbeitsgericht abgewiesen wurden. Der „Fall Hartmann“ war von staatlicher Seite langfristig und umfassend vorbereitet. Der oben genannte angebliche Versuch einer Flucht aus der DDR eines Abteilungsleiters war der gesuchte Anlass zur Auslösung dieser Aktion. Hartmann wandte sich hilfesuchend an Prominente der DDR, wie Manfred von Ardenne und Friedrich Karl Kaul, jedoch ohne Erfolg. Seinem internationalen Renommee war vermutlich zu verdanken, dass nichts Schlimmeres erfolgte. „Ein solcher jäher Absturz, wie ihn Hartmann erleben musste, dürfte in der Wissenschaftsgeschichte der DDR ziemlich singulär gewesen sein.“ Nach zweijähriger, ergebnisloser Suche der Organe der Staatssicherheit der DDR bezüglich eines Straftatbestandes wurde „OV Molekül“ am 29. April 1976 mit einem einseitigen Beschluss mit den Worten „durch Fehlentscheidungen und Fehlhandlungen des H. entstanden für die DDR hohe volksw. Verluste“ beendet.
Im VEB SMF selbst ließ sich der Verbannte Schmerz, Ärger und Zorn über sein widriges Schicksal nicht anmerken, hielt aber seinen Unmut z. B. über die Tatsache, dass ein damals längst in der DDR entwickelter Taschenrechner nicht auf dem Markt erschien, nicht zurück.
Erst mit dem im Juni 1977 gefassten Beschluss war die SED-Führung vom wirtschaftlichen Potential der Mikroelektronik überzeugt und gab dem nun in Zentrum für Forschung und Technik Mikroelektronik ZFTM umbenannten Unternehmen breite Unterstützung für die Grundlagenforschung und Entwicklung hochintegrierter Festkörperschaltkreise im Rahmen des neugegründeten Kombinats Mikroelektronik Erfurt (KME). Günter Mittag, Sekretär des Politbüros des Zentralkomitees der SED, konnte sich nun brüsten, der Begründer der Mikroelektronik in der DDR zu sein. Er duldete keinen Widerspruch und sorgte für die Absetzung missliebiger Führungskader.
Seine Jahre als Rentner musste Hartmann in verordneter Tatenlosigkeit und öffentlichem Zwangsvergessen verbringen. Ein kleiner Kreis ehemaliger Mitarbeiter hielt persönlichen und postalischen Kontakt zu ihm – ohne die Gefahr zu ahnen, welche damit verbunden war, wie nach der Wende aus den Stasi-Unterlagen und seinen handgeschriebenen autobiographischen Beiträgen ersichtlich wurde. Er offenbarte sich nicht mehr gegenüber seinen Mitmenschen. H. W. Becker resümierte zu Hartmanns 70. Geburtstag: „Wie war zu Klotzsche es vordem, mit BigBoss H a r t m a n n angenehm. …“ Es entstand seine Autobiographie, ein bemerkenswertes zeitgeschichtliches Dokument, das weit über den persönlichen Rahmen hinausreicht.

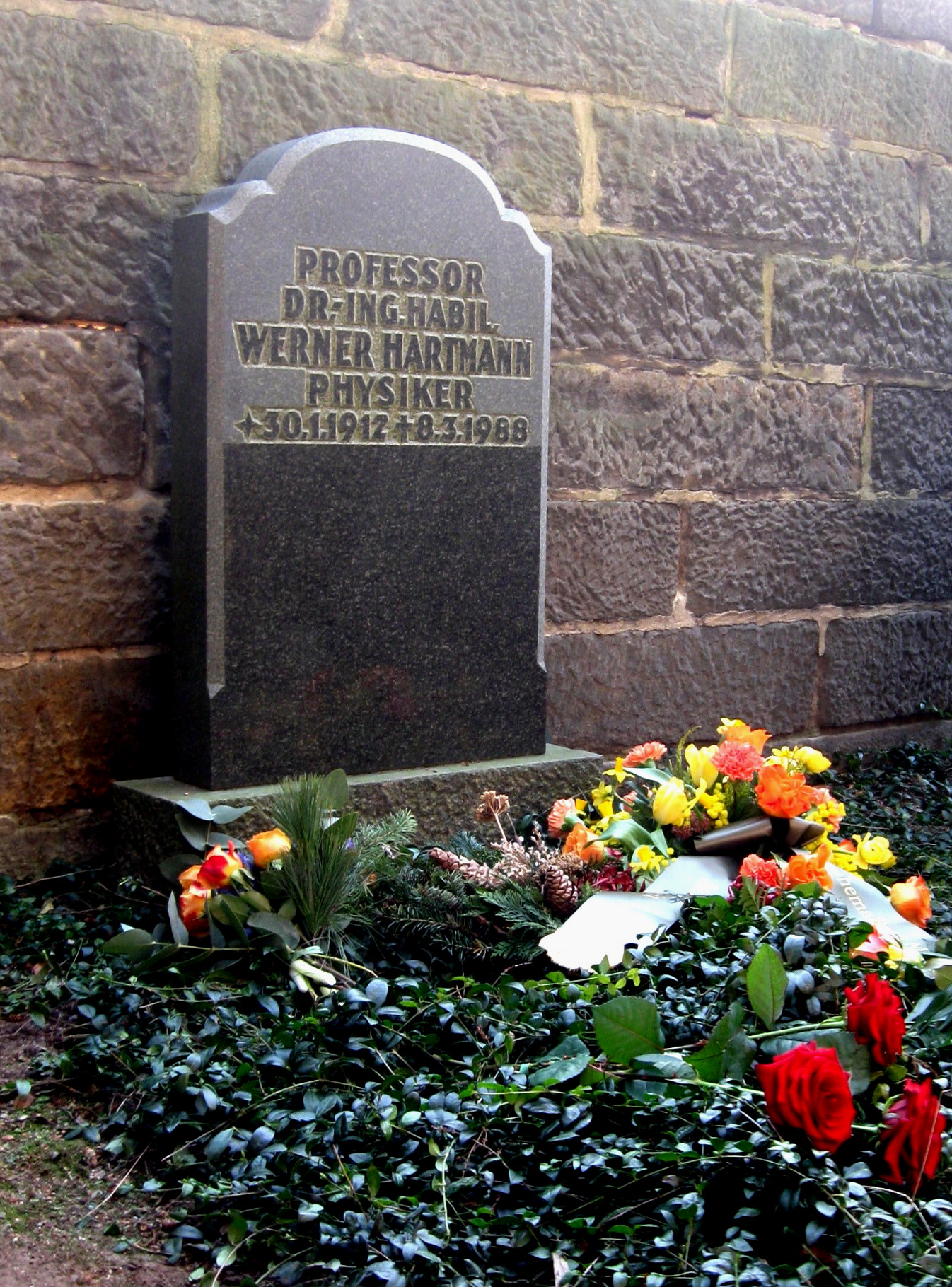
Grab von Werner Hartmann auf dem Loschwitzer Friedhof in Dresden

Staat und Partei hatten dem „Arbeitstier“ die Arbeit genommen, die Hartmann so geliebt hatte, und hatten so sein Lebenswerk zerstört. Als psychisch gebrochener Mann starb Werner Hartmann am 8. März 1988 in Dresden. Die Trauerrede auf dem Friedhof Dresden – Loschwitz hielt sein ehemaliger Mitarbeiter Hans Lippmann. Es fand sich zu dieser Zeit kein Vertreter des Kombinates Carl-Zeiss-Jena oder des ZfTM, seiner ehemaligen Arbeitsstelle, für die öffentliche Würdigung der Verdienste Hartmanns. Sein mittlerweile denkmalgeschütztes Grab befindet sich auf dem Loschwitzer Friedhof.

„Für ihn ist keine Zukunft mehr,
ihm spinnt das Schicksal keine Tücke mehr
und unglückbringend pocht ihm keine Stunde.“

In diesem Zeitabschnitt verfasste Hartmann u. a. einen Lehrbrief.

### Ab 1987: Späte Würdigung und Rettung seines Lebenswerkes
Im Jahr 1987, noch vor der politischen Wende in der DDR, fiel erstmals der Begriff „Vater der Mikroelektronik in der DDR“ in einem Interview der Dresdner Tageszeitung Die Union anlässlich seines 75. Geburtstages. Aus gleichem Anlass erschien in der Zeitschrift „Experimentelle Technik der Physik“ ein Hartmann gewidmeter Beitrag. Die gegen Hartmann errichteten Mauern begannen zu fallen.
Erst nach der Wende wurden im Juni 1990 anlässlich einer Festveranstaltung die wissenschaftlichen und organisatorischen Leistungen Hartmanns gewürdigt.
Im Jahr 1996 erfolgte von staatlicher Seite eine formale Rehabilitierung ohne jegliche Konsequenzen. Infolge fehlender juristischer, rechtsstaatlicher Belege für die Diskriminierung gestaltete sich die rechtsstaatliche Rehabilitierung nicht problemlos.
Hartmanns Frau übergab 1997 die von ihrem Mann nach seiner Entlassung unter psychischer Belastung niedergeschriebenen autobiographischen Unterlagen sowie weitere Dokumente an die Technischen Sammlungen Dresden. Vom Nachlass AME befindet sich ein noch nicht aufbereiteter Teil im Sächsischen Staatsarchiv Dresden.
Die ehemalige Straße E in der Albertstadt im Norden Dresdens wurde 1997 in Werner-Hartmann-Straße umbenannt. In den Technischen Sammlungen Dresden fand eine erste Werner-Hartmann-Ausstellung statt.
In der Tageszeitung „Dresdner Neueste Nachrichten“ wurde er 2000 zu einem der „100 Dresdner des 20. Jahrhunderts“ gewählt.
Die ZMD AG stiftete 2001 den „Werner-Hartmann-Preis für Chipdesign“, der nur wenige Male verliehen wurde und ohne bekannte Gründe auslief.
50 Jahre nach Gründung der Arbeitsstelle für Molekularelektronik fanden verschiedene Festveranstaltungen statt, von denen insbesondere das am 7. September 2011 von Silicon Saxony ausgerichtete öffentliche Symposium „50 Jahre Mikroelektronik in Sachsen“ zu nennen ist.
Am 31. Januar 2012 eröffneten die Technischen Sammlungen Dresden die Ausstellung „50 Jahre Mikroelektronik in Dresden“ zum 100. Geburtstag von Hartmann. Am 3. Februar fand eine Veranstaltung zur Würdigung des Lebenswerkes von Hartmann statt, ausgerichtet vom Förderverein Lingnerschloss e. V.

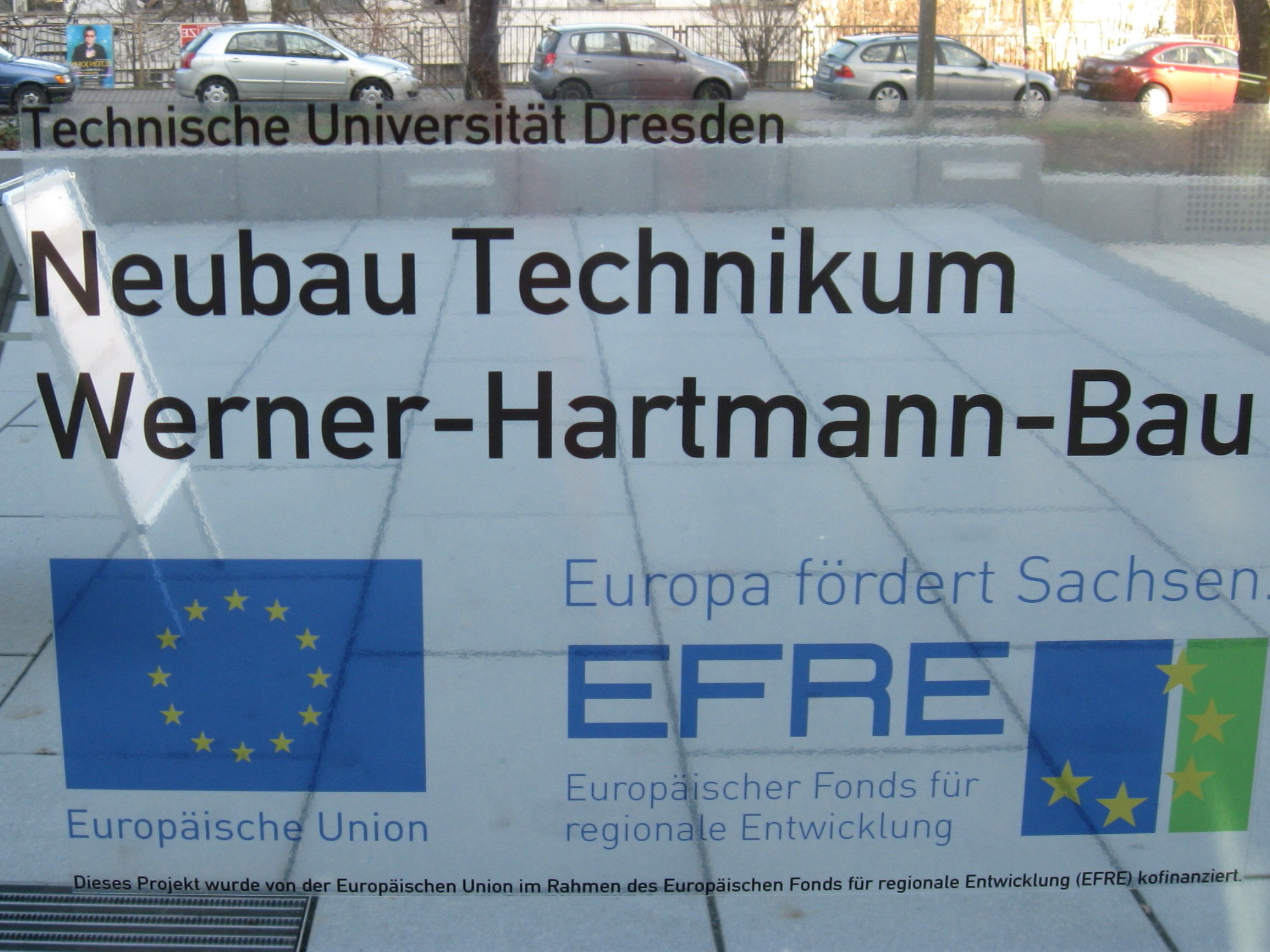
Tafel am Eingang des Neubaus des Reinraum-Technikums der TU Dresden

Am 2. Dezember 2013 wurde auf dem Campus der TU Dresden an der Nöthnitzer Straße in Dresden-Räcknitz der Neubau eines Reinraum-Technikums bei einem Festakt Werner-Hartmann-Bau benannt. Im Anschluss an das Protokoll schloss seine Witwe Renée Gertrud Hartmann ihre Ausführungen mit dem abgewandelten bekannten Zitat von Gorbatschow: „Wer zu spät kommt, den bestraft das Leben; wer zu zeitig kommt, … den auch!“
Nahe der Kirche in Dresden-Loschwitz am sogenannten Dresdner Elbhang hängt seit 2018 eine Gedenktafel für Hartmann wegen des Bezuges auf seinen hiesigen Wohnort nach der Rückkehr aus der UdSSR.

### Mikroelektronik in Dresden nach 1989
Nach der Wende standen die Halbleiterbetriebe der DDR einschließlich des ZFTM sowie viele andere Betriebe vor dem Aus. Kurt Drescher, ein Mann der ersten Stunde von AME, setzte alles daran, die Halbleiterforschung und -industrie im Dresdner Raum zu retten und im internationalen Maßstab in die vorderen Reihen zu führen. Unter seiner Leitung entstand ein Netzwerk bzw. Branchenverband mit etwa 200 Betrieben und Institutionen, darunter ZMD, ZMDI, X-FAB, Infineon, Globalfoundries und Advanced Micro Devices (AMD) sowie viele mittelständische Unternehmen der Halbleiterindustrie. Gegründet wurde es am 19. Dezember 2000 unter dem Namen Silicon Saxony; die Namensgebung stammte von der Geschäftsführerin des Branchenverbandes, Gitta Haupold. Viele ehemalige Mitarbeiter Hartmanns bildeten und bilden die wertvolle Grundlage dieses in Deutschland einmaligen Clusters, das per Stand April 2012 121 Mikroelektronik-Betriebe mit 8889 Beschäftigten und einem Jahresumsatz von 2,59 Milliarden Euro umfasste.

### Verwirklichung von Hartmanns Visionen
In mehrfacher Hinsicht begann seine Vision von der „Molekular-Elektronik“ wahr zu werden:
- Mit weiter sinkenden Strukturbreiten weit unter 1 µm bei herkömmlichen Materialien sprach man ab 1974 von Nanoelektronik und/oder Nanotechnologie, wobei insbesondere quantenphysikalische Effekte zu berücksichtigen sind. Hartmann hat diese Weiterentwicklung selbst noch kennengelernt und hierzu veröffentlicht.[94]
- Mit der Entdeckung des Werkstoffes Graphen um 2004 wechselte man zu anderen Materialien (hier mit Kohlenstoff) und baute auf atomarer Ebene waben- und röhrenförmige halbleitende Strukturen auf, z. B. sogenannte Nanoröhren.
- Um die Jahrtausendwende gab es erste Versuche, die klassische Logik zu verlassen und mit dem Aufbau eines Quantencomputers zur Quantenlogik zu wechseln.

## Arbeitsethos und Leitungsstil
Hartmanns großes Vorbild war in vieler Hinsicht sein Lehrer Gustav Hertz. Weiter orientierte er sich an Albert Einstein, Max Planck und am Soziologen Max Weber. Stets ließ er sich vom Glaubensbekenntnis Albert Einsteins leiten, welches mit den Worten beginnt:

„Zu den Menschen zu gehören, die ihre besten Kräfte der Betrachtung und Erforschung objektiver, nicht zeitgebundener Dinge widmen dürfen und können, bedeutet eine besondere Gnade. Wie froh und dankbar bin ich, dass ich dieser Gnade teilhaftig geworden bin, die weitgehend vom persönlichen Schicksal und vom Verhalten der Nebenmenschen unabhängig macht. Aber diese Unabhängigkeit darf uns nicht blind machen gegen die Erkenntnis der Pflichten, die uns unaufhörlich an die frühere, gegenwärtige und zukünftige Menschheit binden.“

In internen Tee-Kolloquien des Physikalischen Instituts von Gustav Hertz „lernten seine Schüler die Unerbittlichkeit gegen das Hinwegdiskutieren von gedanklichen Schwierigkeiten ebenso wie die Anwendung des abstrahierenden Lehrbuchwissens auf die raue Wirklichkeit der experimentellen Fragestellung an die Natur.“ (Zitat von W. Hartmann, 1967)
Das äußerte sich sein Leben lang in seiner fachlichen Kompetenz, Geradlinigkeit und Korrektheit, seinem Ordnungssinn und seiner Disziplin. Stets richtete er den Blick auf das Wesentliche und besaß die Fähigkeit, sich immer wieder über die physikalischen Phänomene zu wundern und zugleich das Komplizierte einfach darzustellen.
Zwei Komplexe erfüllten seinen Lebensweg:
- die Halbleitertechnik – die „Physik der Dreckeffekte“ und damit der Kampf gegen den Staub
- die Entwicklung des wissenschaftlichen Industriebetriebes, gekennzeichnet durch:
  - die Beschäftigung mit den naturwissenschaftlichen Grundlagen in interdisziplinärer Kollegialität,
  - das Bekenntnis zum „Primat der Technologie“, d. h. die Beherrschung aller Verfahrensschritte im Einzelnen wie im Zusammenhang
  - die unbeschränkte Eigeninitiative zur Erforschung, Entwicklung und Herstellung von Materialien und Geräten, die nicht verfügbar waren oder nicht beschafft werden konnten. Hinter dem Eisernen Vorhang und unter Embargobedingungen war das besonders aufwendig.

Zwei von ihm als Notizen bezeichnete und vor der Belegschaft von AMD vorgetragene Ausarbeitungen über „Zukünftige Aufgaben von AMD“ sind von grundlegender Bedeutung.

„Unsere sehr ernste und verantwortungsvolle Aufgabe besteht darin, eine solide und tragfähige Basis für die industrielle Halbleitertechnik/Mikroelektronik zu schaffen, sie auszubauen und laufend optimal zu gestalten. Diese Basis wird es den Fertigungswerken erlauben, mit höchstmöglichem Nutzeffekt moderne elektronische Bauelemente der Geräteindustrie zur Verfügung zu stellen. Übernähmen wir diese Rolle als Bahnbrecher und Vorkämpfer einer zu jedem Zeitpunkt wirklich modernen, d. h. in technisch und ökonomischer Beziehung attraktiven Technologie und Fertigungsphilosophie nicht, so verstünden wir nicht die Anforderungen von morgen.“

Das führte zu einer einmaligen zeitlichen und räumlichen Insellösung. Im Detail drückt sich das wie folgt aus:
Ein einflussreicher hauptamtlicher IM, der als promovierter E-Techniker mit dem Decknamen „Rüdiger“ agierte, bezichtigte Hartmann mangelnder Kenntnis der Erfordernisse in einem Dossier eines „Staubrausches“. Im Eingangsfoyer von AME konnte man den belehrenden Spruch lesen: „Es macht der Staub die Schaltung taub.“
Hartmann bezeichnete eine prozessbezogene Denk- und Arbeitsweise als Ausgangs- und Mittelpunkt der Forschungs- und Entwicklungsarbeit sowie der Fertigung auf allen Ebenen und in sämtlichen Phasen des gesellschaftlichen Reproduktionsprozesses in der physikalischen Industrie. Darin ist die prozessorientierte, interdisziplinäre Zusammenarbeit fachbezogener Abteilungen impliziert, die den Aufbau der Arbeitsstelle für Molekularelektronik von Anfang an kennzeichnete. Hierfür galt seine Losung:

„AME ist EIN Labor.“

Darin kommt zum Ausdruck, dass alle Beschäftigten von AME gleichberechtigte, gleich verantwortliche Mitarbeiter eines einzigen großen Laboratoriums waren, die in enger kameradschaftlicher Gemeinschaft arbeiteten und nur aus organisatorischen Gründen in Bereiche und Abteilungen zusammengefasst wurden, denn jeder Mitarbeiter erlebte täglich aufs Neue, wie Erfolg oder Misserfolg entscheidend von der Arbeit des anderen abhing, der zeitlich vor oder nach ihm die Siliziumscheibe (vgl. Wafer) behandelte. Vorgenannte Grundsätze werden auch als „Hartmanns Maximen“ bezeichnet.
Charakteristisch für seine Arbeitsweise waren die Entwicklung der Technologie zur Herstellung von Festkörperschaltkreisen und die Entwicklung der Festkörperschaltkreise selbst. Vor letztere Entwicklung stellte er streng die Entwicklung messbarer Einzelstrukturen wie Widerstände und Übergänge (Dioden und Transistoren) durch Teststrukturen, die ihrerseits wiederum eng mit der Entwicklung der jeweiligen Halbleitertechnologie verbunden sind. Erst auf Basis dieser konnte danach die Entwicklung der Schaltkreise selbst durch Zusammenfassung von Einzelstrukturen erfolgen.
Zu seinem Leitungsstil gehörte strenge Disziplin gegen sich und seine Mitarbeiter. Das drückte sich u. a. darin aus, dass innerhalb des Hauses Diskussionen erwünscht waren, nicht aber nach außen. Dort hatte sich jeder streng an die innerbetrieblichen Vereinbarungen zu halten. Wenn ihm Gegenteiliges bekannt wurde, gab es Ärger. Er war auch ein Gegner von Falldiskussionen. Da sich wissenschaftliche Untersuchungen nicht den sozialistischen Planungsprinzipien unterordnen ließen, führte er in seinem Hause eine strikte Trennung einer Planung im Hause und einer Planung für die übergeordneten staatlichen Dienststellen ein – im Widerspruch mit diesen. Die Schnittstelle war das „Büro des Leiters“ mit Herbert Ueberfuhr. Mit der Entlassung Hartmanns wurde dieses Büro aufgelöst.
Aus seinem Kollektiv wurden namhafte Mitarbeiter zu Hochschullehrern und Rektoren berufen: W. Albrecht (TU Dresden), Kurt Drescher (TH Karl-Marx-Stadt, TUD), Günter Jorke (Fachhochschule Stralsund), Hans Lippmann (TH Karl-Marx-Stadt), Eberhart Köhler (TH Ilmenau), und Dietrich Theß (TH Karl-Marx-Stadt). Sie blieben mit Themenverträgen dem Institut verbunden.

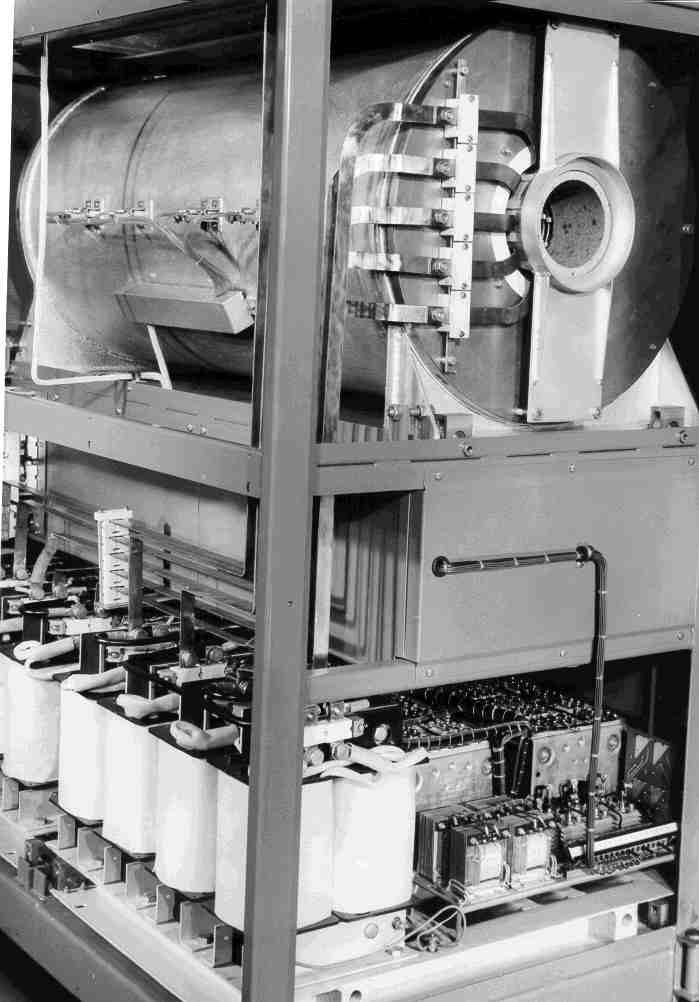
Diffusionsofen – Eigenentwicklung von AME von 1966

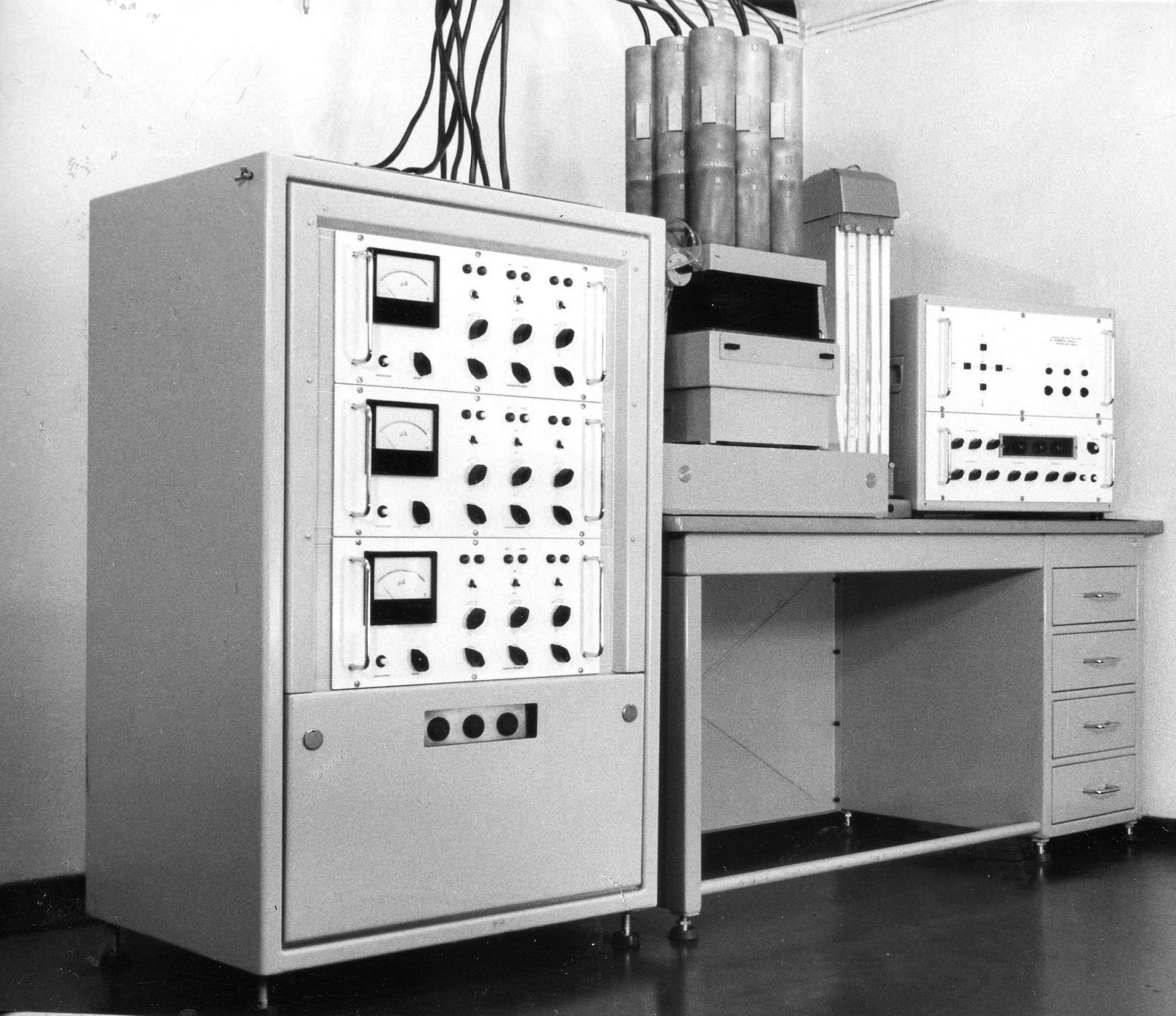
Prototyp des in der Arbeitsstelle für Molekularelektronik Dresden entwickelten vollautomatischen neunfachen Fotorepeaters ANR von 1967

Von den vielen entwickelten Geräten seien stellvertretend der Diffusionsofen und der Vielfachrepeater genannt. Die Serienfertigung der Geräte erfolgte u. a. im VEB Elektromat Dresden und im VEB Carl Zeiss Jena.
Die kollegiale Zusammenarbeit wurde außerbetrieblich in nahezu familiärer Atmosphäre bei unterschiedlichen Gelegenheiten gepflegt, wie Kultur- und Sportveranstaltungen, Wanderungen und Reisen.

## Zitate
- „AME ist EIN Labor“[52][56]
- „Kühn planen, konsequent handeln und sich dann auf allerhand gefasst machen.“[81]
- „Erst wenn man die Basistechnologien unter quasi-industriellen Bedingungen mit größter Sorgfalt entwickelt hat und sicher beherrscht, kann man mit der Serienproduktion beginnen. Dann fallen die diversen Schaltkreistypen einer Familie wie reife Früchte von den Bäumen.“[38]
- „Es macht der Staub die Schaltung taub.“
- „Sie wurden »nicht verstanden und deswegen gefürchtet, verfolgt, schikaniert und manchmal auch physisch liquidiert. Auch ich rechne mich zu diesen Menschen, meine Weitsicht betraf die Mikroelektronik, mein Kampf für sie, meine Erfolge und die dann folgende Behandlung ab 1974 berechtigen mich dazu.«“[101]

## Auswahl von Werken und Schriften
- Elektrische Untersuchungen an oxydischen Halbleitern. In: Zeitschrift für Physik. Band 102, Nr. 11–12, 1936, S. 709–733, doi:10.1007/BF01338539 (Dissertation an der Technischen Hochschule Berlin).
- V. I. Baranow: Radiometrija, in Russisch; Anhang 1: Werner Hartmann: „Strahlungsmessgeräte“. Izd. Akad. Nauk SSR, Moskau 1956.
- Kernphysikalische Messgeräte. 1957, OCLC 73871586 (TH Dresden, Habilitationsschrift vom 16. März 1956).
- Fotovervielfacher und ihre Anwendung in der Kernphysik. Akademie-Verlag, 1957 (mit Fritz Bernhard).
- Über einen Fotovervielfacher mit steuerbarer Kathodenfläche, Herrn Prof. Dr. Gustav Hertz zum 70. Geburtstag gewidmet. In: Annalen der Physik. 6. Folge, Band 20, Hefte 1–6. Johann Ambrosius Barth Verlag, Leipzig 1957, S. 247–249.
- Nachweis von Kernstrahlung. In: G. Hertz (Hrsg.): Lehrbuch der Kernphysik, Band 1. Leipzig 1958.
- V. I. Baranow: Radiometer; Anhang 1: Werner Hartmann: „Strahlungsmessgeräte“. Teubner Verlagsgesellschaft, Leipzig 1959.
- Kernstrahlungsmessgeräte vom VEB Vakutronik, Vortragsaufzeichnung auf Magnetband, in Englisch, in mehreren indischen Städten gehalten, Januar & Februar 1960.
- Kernforschung und Kerntechnik in der DDR – Der VEB Vakutronik Dresden. In: Kernenergie. Band 4, Nr. 6, 1962, S. 489–496.
- Versuchanleitung zum Praktikum – Kernphysikalische Elektronik, Teile I, II und III, Abteilung Strahlungsmesstechnik der TU Dresden, Februar 1962.
- Gustav Hertz 80 Jahre. In: Gustav Hertz in der Entwicklung der modernen Physik – Festschrift zum 80. Geburtstag von Gustav Hertz am 22. Juli 1967. Akademie-Verlag, Berlin 1967, S. 5–8.
- als Hrsg.: Meßverfahren unter Anwendung ionisierender Strahlung. In: Handbuch der Messtechnik in der Betriebskontrolle. Band V. Verlagsgesellschaft Geest & Portig K.-G., Leipzig 1969.
- Notiz L 1/69 – 3.1.1969 „Zukünftige Aufgaben von AMD (Referat auf Belegschaftsversammlung am 16.1.1969)“. Dresden, S. 1–21.
- Notiz Ha/La 8/73 – 26.3.1973 „Zukünftige Aufgaben von AMD (Referat auf der 2. Belegschaftsversammlung am 26.3.1973)“. Dresden, S. 1–10.
- Lernhilfe zur Vorlesung „Elektrophysik“ an der TU Dresden. Dresden Februar 1962.
- Nanoelektronik als technologischer Umbruch. In: Nachrichtentechnik – Elektronik. Band 28, 1978, S. 180–184.
- Die Technologiegeschichte von der Nazi-Ära bis zum Honecker-Regime einschließlich der Jahre in der SU. 8 Bände, aufbewahrt in den Technischen Sammlungen Dresden.
- Technische Sammlungen der Stadt Dresden; Nachlass Prof. Hartmann 1961–1974, Signatur H, AMD, S. 249.
- Bereitstellung von Bauelementen für die Elektronik. In: Sächsisches Hauptstaatsarchiv, Findbuch 11718-413 Zentrum für Mikroelektronik Dresden, 14. Dezember 1960.
- Brief an Prof. Kurt Schwabe. In: unveröffentlicht in Privatbesitz. 9. Oktober 1961.
- Schreiben an (u. a.) Otfried Steger; L 226 Ha/La – 28. Oktober 1971. In: Sächsisches Hauptstaatsarchiv, Findbuch 11718-413 Zentrum für Mikroelektronik Dresden, Signatur 1902/2.
- Notiz 18/71 – Ha/La – 5. Oktober 1971. In: Technische Sammlungen Dresden; Nachlass Prof. Werner Hartmann 1961–1974; Signatur W H 11.
- Notiz L 27/72 – Ha/La 15. September 1972. In: Sächsisches Hauptstaatsarchiv, Findbuch 11718-413 Zentrum für Mikroelektronik Dresden, Signatur 1904a/1.
- Notiz L 29/72 – Ha/La 17. Oktober 1972. In: Technische Sammlungen der Stadt Dresden; Nachlass Prof. Werner Hartmann 1961–1974; Signatur: W H 11.
- Kernstück moderner Elektronik – Festkörperschaltkreise. In: Impuls. Druckschrift der VVB RFT-Bauelemente und Vakuumtechnik, Berlin 1973, S. 18–31.
- Notiz L 26/73 – Ha/La – 4. September 1973; Sächsisches Hauptstaatsarchiv Dresden, Findbuch 11718-413, Zentrum Mikroelektronik Dresden, Signatur 1904a/1.
- Technische Sammlungen der Stadt Dresden; Nachlass Prof. Hartmann 1961–1974, Signatur H, AMD, S. 247.

## Auswahl von Patenten
- Patent  US2250721A: Image storage tube. Angemeldet am 4. Februar 1939.‌
- Patent  US2242395A: Electron emissive cathode. Angemeldet am 14. Juni 1939.‌

## Mitgliedschaften
- Mitglied des Wissenschaftlichen Rates für die friedliche Anwendung der Atomenergie (Berufung 1955) und Vorsitzender der Gerätekommission (Berufung 1957) dieses Rats beim Ministerrat der DDR[3][11]
- Mitglied der Regierungsdelegation der DDR zur Gründung des Vereinigten Instituts für Kernforschung in Dubna (Berufung 1956)[11]
- Vorsitzender der Arbeitsgruppe Geräte bei der DDR-Delegation in der Ständigen Kommission „Atomenergie“ des RGW (Berufung 1960)[11]
- Mitglied des Kollegiums des Amtes für Kernforschung und Kerntechnik der DDR (Berufung 1961)[11]
- Auswärtiges Mitglied der American Nuclear Society ANS (Wahl 1961)[11]
- Mitglied der Gruppe „Physik“ des Forschungsrates der DDR
- Mitglied des Forschungsrates der DDR (Berufung 1969)[11]
- Mitglied des Nobel-Komitees für Physik 1971 der Schwedischen Akademie der Wissenschaften[10][11]
- Mitglied im DRESDNER KLUB[40] im Lingnerschloss zu Dresden

## Zeugnisse
- „Ein Mann, der den ersten Heimfernsehempfänger entwickelte. […] Sein größtes Verdienst war wohl seine strategische Initiative zur Entwicklung der Mikroelektronik im Osten Deutschlands. […] Nicht zuletzt der Aufschwung der Mikroelektronik in der Region Dresden nach der Wiedervereinigung Deutschlands bietet allen Grund, ihn zu würdigen.“[84]